# Marco Swiniartzki
Marco Swiniartzki (* 1985 in Freital) ist ein deutscher Historiker. Seine Forschungsschwerpunkte umfassen die Geschichte der Arbeit und Arbeiterbewegung sowie der Jugend- und Popkultur.

## Leben
Swiniartzki legte das Abitur am Gymnasium Stephaneum in Aschersleben ab. Nach dem Wehrdienst studierte er Neuere Geschichte und Politikwissenschaft an der Friedrich-Schiller-Universität Jena und beendete das Studium 2011 mit dem Magister Artium. Unterstützt durch ein Promotionsstipendium der Hans-Böckler-Stiftung promovierte er im Anschluss bei Thomas Kroll mit einer Arbeit zur Geschichte des Deutschen Metallarbeiter-Verbandes. Die Studie wurde positiv aufgenommen, u. a. bezeichnete sie Thomas Welskopp als „eine wegweisende Pionierleistung im Bemühen um eine ‚Neue Gewerkschaftsgeschichte‘“.
Von 2015 bis 2019 arbeitete Swiniartzki an der Forschungsstelle für Neuere Regionalgeschichte Thüringens zur Ausbreitung kapitalistischer Strukturen im frühneuzeitlichen Textilgewerbe, wirkte am Jenaer Stadtlexikon mit, organisierte das Themenjahr zu Industrialisierung, Industriekultur und sozialen Bewegungen für den Freistaat Thüringen und war Geschäftsführer der Historischen Kommission für Thüringen. 2019 erhielt er den Landesgeschichtlichen Forschungspreis für Industriekultur für seine Arbeiten zur Jenaer Gewerkschafts- und Genossenschaftsgeschichte.
Ermöglicht durch ein Forschungsstipendium der Gerda-Henkel-Stiftung forschte er zur transregionalen Sozialgeschichte von Heavy-Metal- und Extreme-Metal-Szenen in England, den USA, Deutschland, Schweden und Norwegen und war im Kollegjahr 2021/22 Fellow am Historischen Kolleg München. Die daraus hervorgehende Studie wurde in der Fachpresse gut bis sehr gut aufgenommen und auch in der Tagespresse breit rezipiert.  2024 habilitierte er sich an der Friedrich-Schiller-Universität Jena für Neuere und Neueste Geschichte und ist dort seitdem assoziierter Wissenschaftler an der Professur für Westeuropäische Geschichte, sowie Lehrer in Aschersleben.
Swiniartzki ist Mitherausgeber der Reihe Meta/Metal im Kohlhammer Verlag.

## Schriften (Auswahl)
Monografien
- Der Deutsche Metallarbeiter-Verband. Eine Gewerkschaft im Spannungsfeld zwischen Arbeitern, Betrieb und Politik. Böhlau, Köln/Weimar/Wien 2017.
- Heavy Metal und gesellschaftlicher Wandel. Sozialgeschichte einer Musikkultur in den langen 1980er Jahren. Transcript, Bielefeld 2023.

Herausgeberschaften
- (gemeinsam mit Stefan Gerber und Werner Greiling) Industrialisierung, Industriekultur und soziale Bewegungen in Thüringen. Böhlau, Köln/Weimar/Wien 2018.
- (gemeinsam mit Stefan Gerber und Werner Greiling) Thüringen im Industriezeitalter. Konzepte, Fallbeispiele und regionale Verläufe vom 18. bis ins 20. Jahrhundert. Böhlau, Köln/Weimar/Wien 2019.

Aufsätze
- Klassenbezug, Identität und Nostalgie in der Metal-Szene des Ruhrgebiets, in: Florian Bock/Juliane Czierpka/Sarah Thieme (Hrsg.), Schimanski, Kumpel, Currywurst? Identitätskonstruktionen für das Ruhrgebiet seit den 1970er Jahren, Frankfurt am Main 2024, S. 199–221.
- Bruch und Aufbruch. Working Men’s Clubs und die „New Wave of British Heavy Metal“ im Nordosten Englands (1978–1984), in: Zeithistorische Forschungen/Studies in Contemporary History 19 (2022) 1, S. 48–76.
- Working Metal Musicians. A case of transition in the long 1980s, in: Metal Music Studies 9 (2023) 1, S. 59–75.
- Szene-Eliten. Selbststilisierung, soziale Praxis und postmoderne Ästhetisierung am Beispiel des norwegischen Black Metals, in: Archiv für Sozialgeschichte 61 (2021), S. 445–469.
- Why Florida? Formation conditions and further development of the „Florida death metal“ scene and the local public response (1984-1994), in: Journal of Popular Music Studies 33 (2021) 3, S. 168–193.
- Zwischen technisch-organisatorischen Freiräumen und „Eigen-Sinn“ – Muße-Praktiken und ihre Organisation im Arbeitsalltag von Industriearbeitern (bis 1933), in: Gregor Dobler/Markus Tauschek/Inga Wilke (Hg.), Produktive Unproduktivität. Zum Verhältnis von Muße und Arbeit, Tübingen 2020, S. 65–88.
- Stand und Perspektiven der Labour History in Thüringen, in: Archivar. Zeitschrift für Archivwesen 72 (2019) 3, S. 236–239.
- Rationalisierungs-Zukünfte in der deutschen Metallindustrie der 1920er Jahre, in: Franziska Rehlinghaus/Ulf Teichmann (Hg.), Vergangene Zukünfte von Arbeit. Aussichten, Ängste und Aneignungen im 20. Jahrhundert, Bonn 2019, S. 33–60.
- Kapitalismus und Industrialisierung im Textilgewerbe. Tendenzen und Fragen für die Forschung zur mitteldeutschen Geschichte, in: Stefan Gerber/Werner Greiling/Marco Swiniartzki (Hg.), Industrialisierung, Industriekultur und soziale Bewegungen in Thüringen (= Materialien zur thüringischen Geschichte, Bd. 1), Köln/Weimar/Wien 2018, S. 93–109.